# Neriacanthus
- Commons
- Wikispecies

Neriacanthus Benth., segundo o Sistema APG II, é um género botânico pertencente à família Acanthaceae.

## Sinonímia
- Aphanandrium Lindau

## Espécies
Apresenta cinco espécies:
- Neriacanthus grandiflorus
- Neriacanthus harlingii
- Neriacanthus lehmannianus
- Neriacanthus nitidus
- Neriacanthus purdieanus
- «Lista das espécies»

## Nome e referências
Neriacanthus Benth. 1876

## Classificação do gênero
| Sistema | Classificação                       | Referência            |
| ------- | ----------------------------------- | --------------------- |
| APG II  | Ordem Lamiales, família Acanthaceae | APweb, versão 9, 2008 |